# Brèche de Roland
Brèche de Roland (fr. La brèche de Roland; 2804 lub 2807 m n.p.m.) – przełęcz w Pirenejach Centralnych na granicy francusko-hiszpańskiej w formie potężnej, naturalnego pochodzenia szczerby szerokiej na 40 i głębokiej na 100 m, wytworzonej w grani skalnej wieńczącej górną część doliny Gavarnie (fr. Le cirque de Gavarnie).

## Położenie
Brèche de Roland wycięta jest w potężnym murze skalnym dominującym ponad wielkim cyrkiem lodowcowym, będącym zamknięciem doliny Gavarnie. Granią i przez przełęcz biegnie granica francusko-hiszpańska. Po stronie francuskiej leży miejscowość i gmina Gavarnie w kantonie Luz-Saint-Sauveur w departamencie Pireneje Wysokie (fr. Hautes-Pyrénées). Po stronie hiszpańskiej: comarca Sobrarbe w prowincji Huesca w regionie autonomicznym Aragonia.
Przez Brèche de Roland przebiega również granica pomiędzy francuskim Parkiem Narodowym Pirenejów a hiszpańskim Parkiem Narodowym Ordesy i Monte Perdido.

## Turystyka
Brèche de Roland jest atrakcyjnym celem wycieczek turystycznych. Jest łatwo dostępna w ciągu ok. 1 godziny z położonego po stronie francuskiej schroniska górskiego Sarradets.

## Legendy
Przełęcz jest znana dzięki szeroko rozpowszechnionej w kulturze europejskiej legendzie o Rolandzie i opisującej ją Pieśni o Rolandzie. Według jednej z wersji legendy zrozpaczony Roland (ocalały po klęsce w bitwie w wąwozie Rencevaux) chciał zniszczyć swój cudowny miecz Durandal, uderzając nim w skały. Niestety, miecz nie uległ zniszczeniu, za to w skalnym murze powstała ogromna szczerba – dzisiejsza Brèche de Roland. Roland miał wówczas z całych sił cisnąć miecz w dolinę. Rzut miał być tak silny, że Durandal wbił się w skałę w Rocamadour w obecnym departamencie Lot.

## Galeria

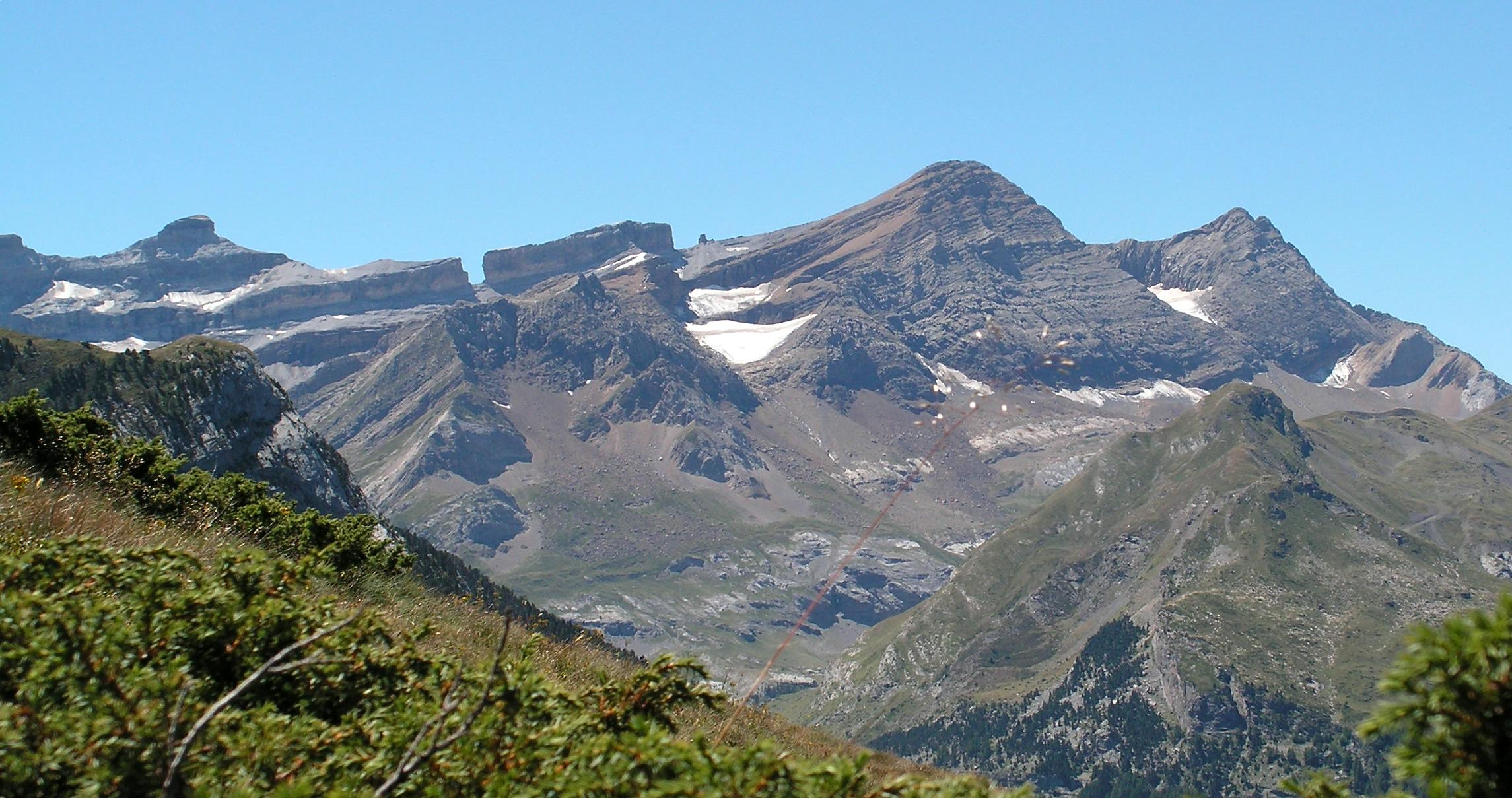
Brèche de Roland, widok z daleka
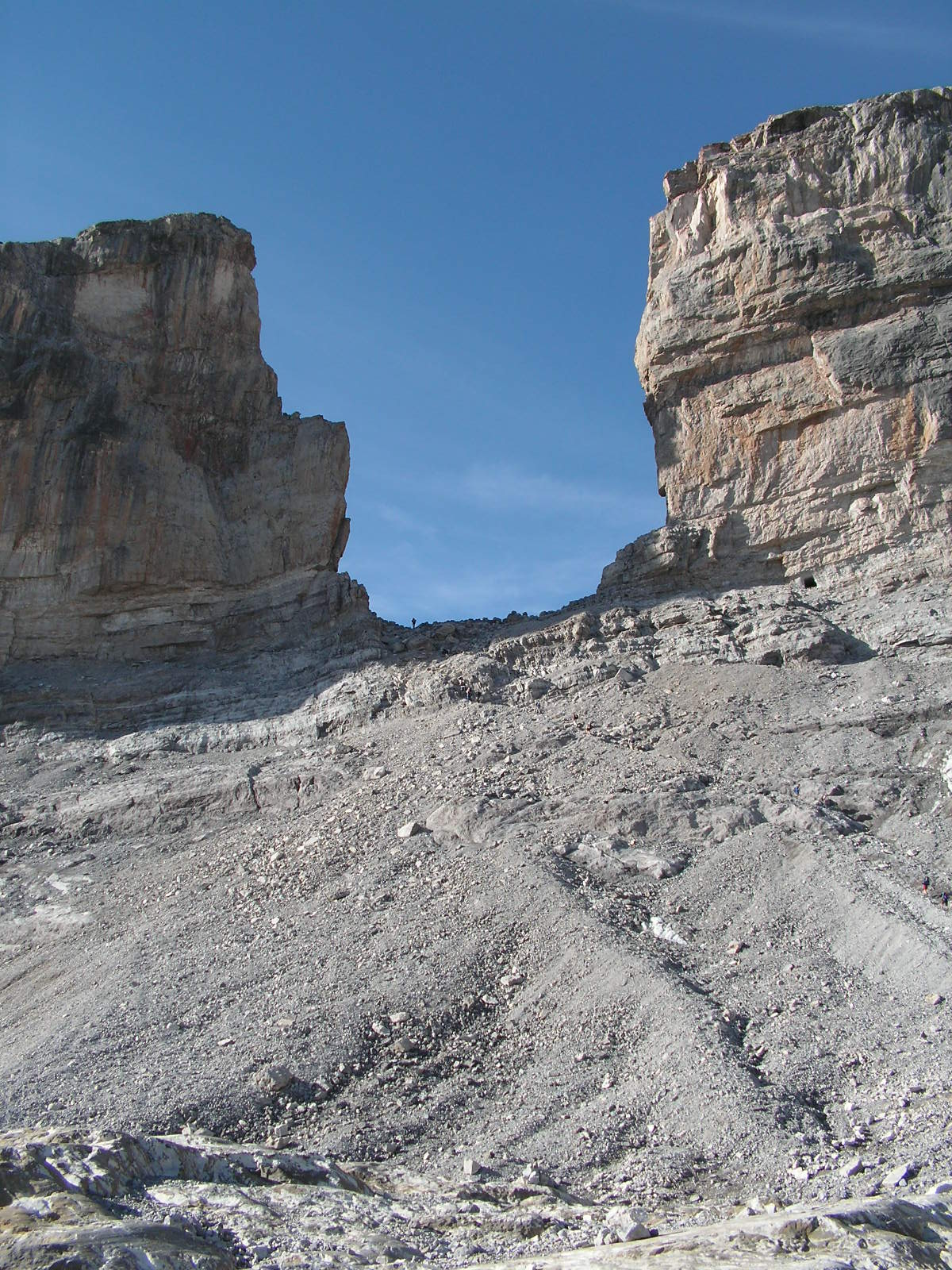
Przełęcz widziana od strony francuskiej (północnej). Postać widoczna w jej najniższym punkcie (po lewej) daje pojęcie o wielkości szczerby
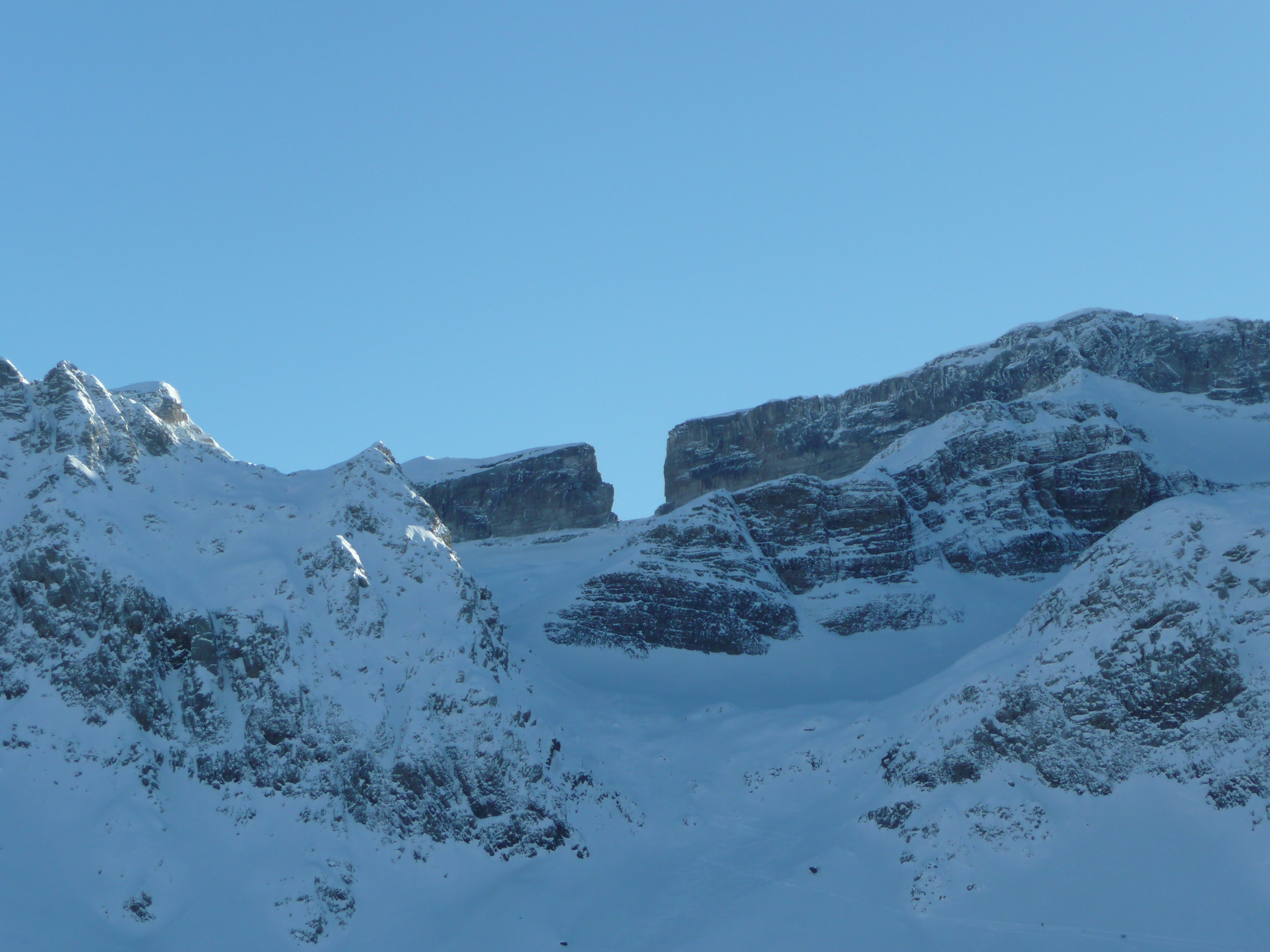
Przełęcz w zimie
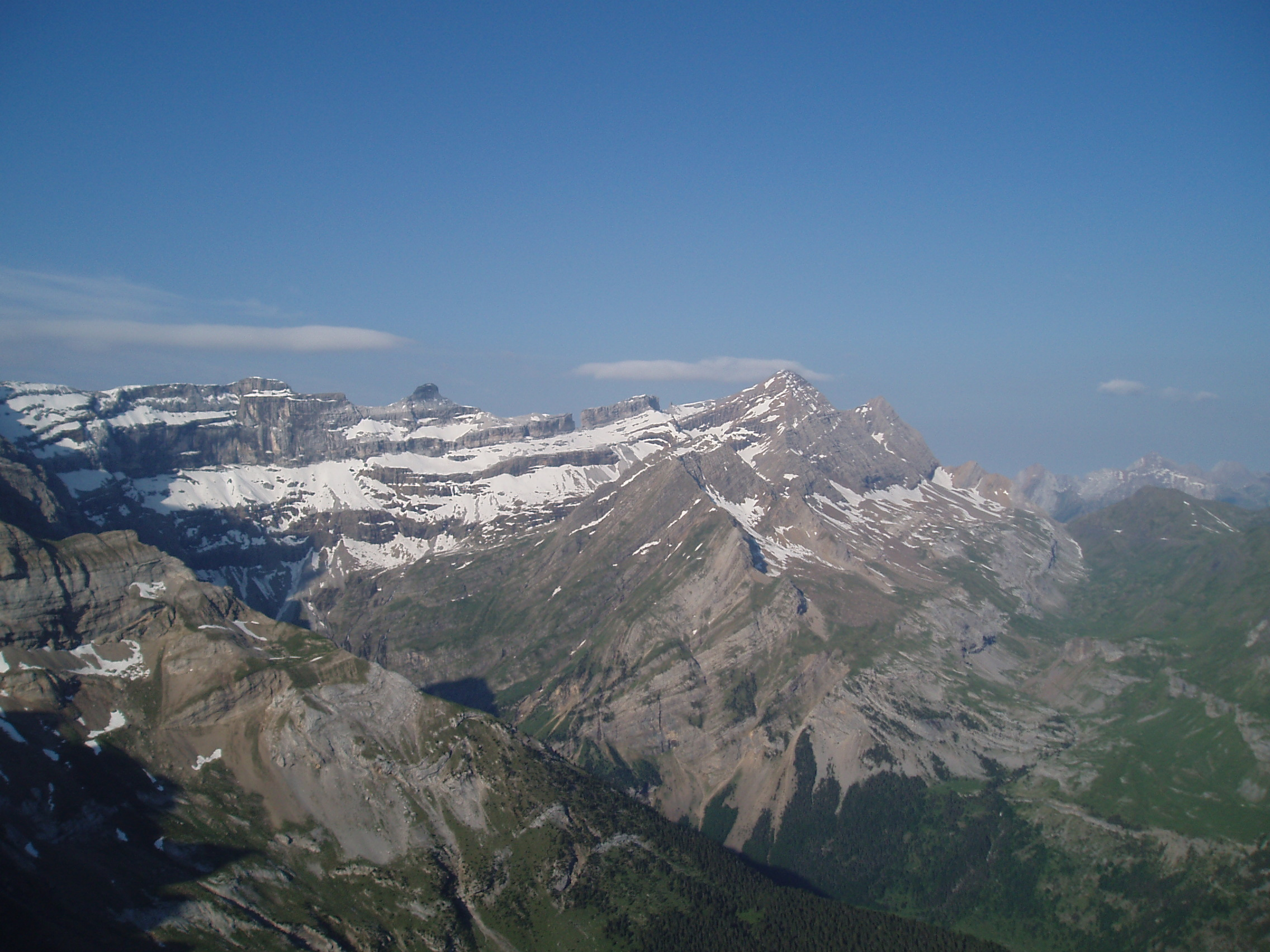
Przełęcz w daleka